# Артур Шербіус
Артур Шербіус (нім. Arthur Scherbius; 30 жовтня 1878 — 13 травня 1929) — інженер-електрик, винахідник знаменитої механічної машини Enigma. Цей винахід він запатентував, а потім продав машину під торговою маркою Enigma, яка вважається найскладнішою шифрувальною машиною в історії людства з 159 Quintilian (158,962,555,217,826,360,000) різними комбінаціями символів і цифр.
Шербіус запропонував неперевершені можливості та продемонстрував важливість криптографії для військової та громадянської розвідки.

## Біографія
Артур Шербіус народився у Франкфурт-на-Майні, Німеччина. Його батько був бізнесменом.
Він вивчав електротехніку в Технічному університеті в Мюнхені, а потім продовжив навчання в Ганноверському університеті, закінчивши його в березні 1903 року. У наступному році він закінчив дисертацію під назвою «Пропозиція про будівництво непрямого губернатора водяної турбіни» і був удостоєний докторського ступеня в області інженерних наук.
Згодом Шербіус почав працювати в ряді електричних фірм в Німеччині і Швейцарії. У 1918 році він заснував фірму Шербіус і Ріттер. Також він зробив свій ряд винаходів (асинхронні двигуни, електричні подушки). Його дослідний внесок привів до того, що його ім'я було пов'язане з принципом Scherbius для асинхронних двигунів.

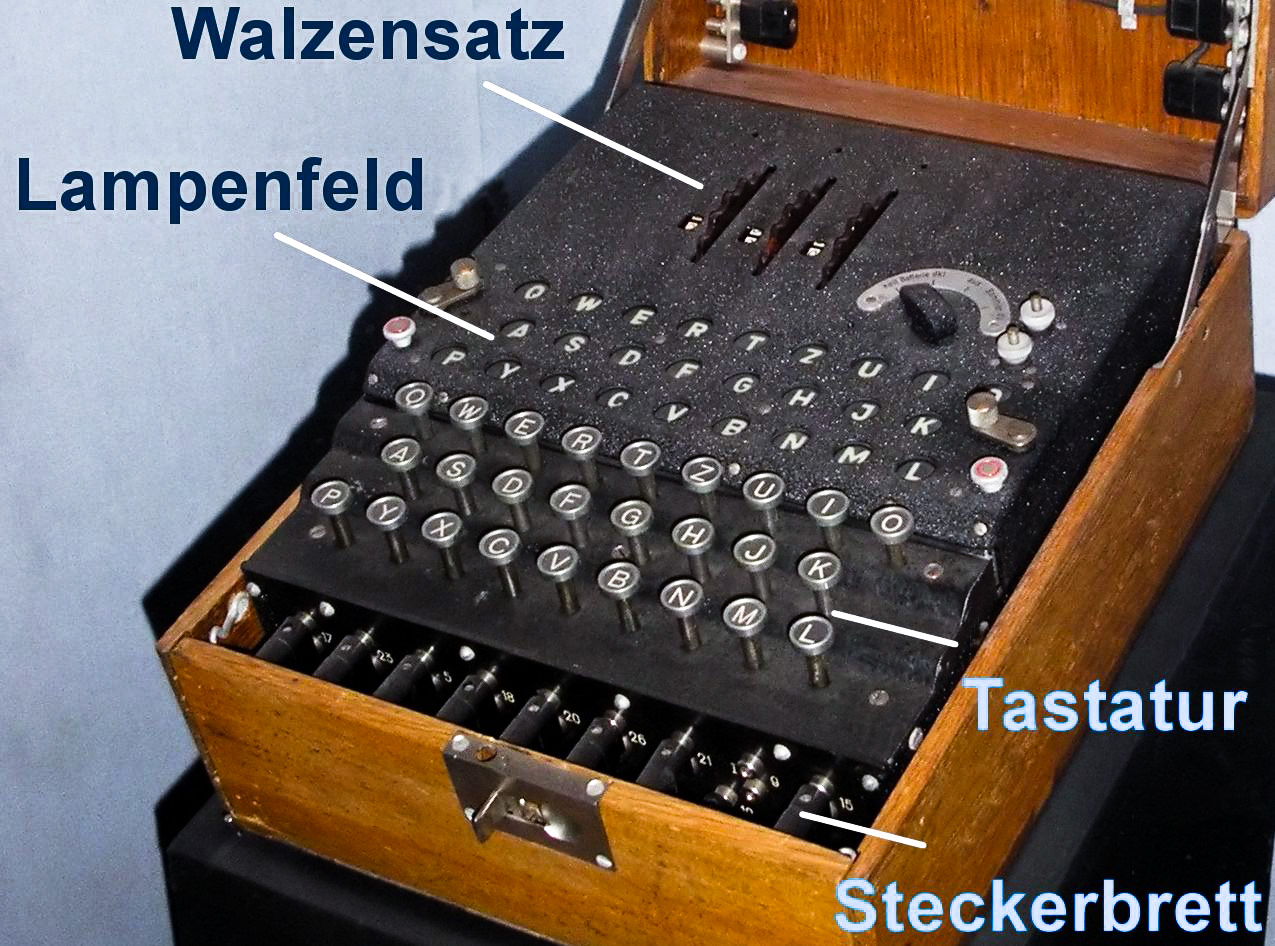
Шифрувальна машина Enigma

Шербіус подав заявку на патент (23 лютого 1918 року) для шифрувальної машини на основі обертальних провідних коліс, що тепер відоме як роторна машина.
Перший дизайн Артура Шербіуса для Enigma був названий моделлю A. Згодом слідували моделі B і C, які були переносним пристроєм, в якому букви були позначені лампами. Машина «Енігма» виглядала як друкарська машинка в дерев'яній коробці.
Він назвав свою машину «Енігма», що в перекладі з грецької означає «загадка».
Зашифрована машина, яка продавалася під назвою «Enigma», спочатку була розміщена на комерційному ринку. Було декілька комерційних моделей, одна з яких була взята німецьким військово-морським флотом (в модифікованій версії) у 1926 році. Згодом і Німецька армія прийняла той же механізм.
Спочатку винахід Шербіуса ніхто не помічав, але він був переконаний, що його винахід обов'язково вийде на ринок, адже німецька армія зацікавилася новим криптографічним пристроєм. Серійне виробництво Enigma почалося в 1925 році, а перші машини стали використовуватися в 1926 році.
«Енігма» забезпечила німецьку армію найсильнішим криптографічним шифром світу, і військові переговори німців були оптимально захищені під час Другої світової війни. Однак Шербіус так і не зміг побачити успіх свого винаходу.
Артур Шербіус помер в результаті нещасного випадку під час катання на конях в 1929 році.

## Патенти
- U.S. Patent 1,556,964 [Архівовано 27 листопада 2016 у Wayback Machine.]
- U.S. Patent 1,584,660 [Архівовано 24 листопада 2016 у Wayback Machine.]
- U.S. Patent 1,657,411 [Архівовано 21 грудня 2016 у Wayback Machine.]